# نیرنائت آرنوئدیاد
(داگور) نیرنائت آرنوئدیاد در زبان سینداری به معنی نبرد اشک‌های بی‌شمار است که پنجمین جنگ از جنگ‌های برلیاند در داستان‌های جی. آر. آر. تالکین است.

## پنجمین نبرد برپایهٔ سیلماریلیون
تقریباً پس از دو دهه از شکست در داگور براگولاخ، نولدورها فرمانروایی بر شمال برلیاند را از دست دادند و بیشتر تنها در هیتلوم، هیمرینگ و نارگوتروند به دفاع می‌پرداختند. گوندولین هم ناپدید شده بود. کارهای بزرگی که برن و لوثین در شکست سائورون انجام داده بودند و نیروهایش را از تول-این-کورهوث رانده بودند و همچنین کندن یک سیلماریل از تاج مورگوت، به همراه تمامی پیروزی‌های نظامی تینگول در مرزهای دوریات، به نولدور امید داد که همچنان می‌توان مورگوت را شکست داد. در سال ۴۶۸ از سال‌های خورشید در دوره نخست، مائدروس شروع کرد به جمع‌آوری همراه و کمک در رساندن جنگ به آنگباند و بدست آوردن دوبارهٔ زمین‌های نولدور.
در میان همپیمانان مائدورس، الف‌های بلریاند، اداین، کوتوله‌ها و ایسترلینگ‌ها حضور داشتند. این اتحاد نخست توانست بلریاند و دورتونیون را از اورک‌ها پاک کند. به دلیل غرور و رفتار و گفتار ناپسند برادران مائدورس، کلگورم و کوروفین، سپاه مهمی از نارگوتروند یا دوریات به جمع همپیمانان نپیوست.
نبرد پنجم با شکست‌های بسیار همراه بود و درنهایت باعث خراب شدن رابطهٔ میان الف‌ها و انسان‌ها شد، به غیر از سه خاندان اداین.